# Доміно

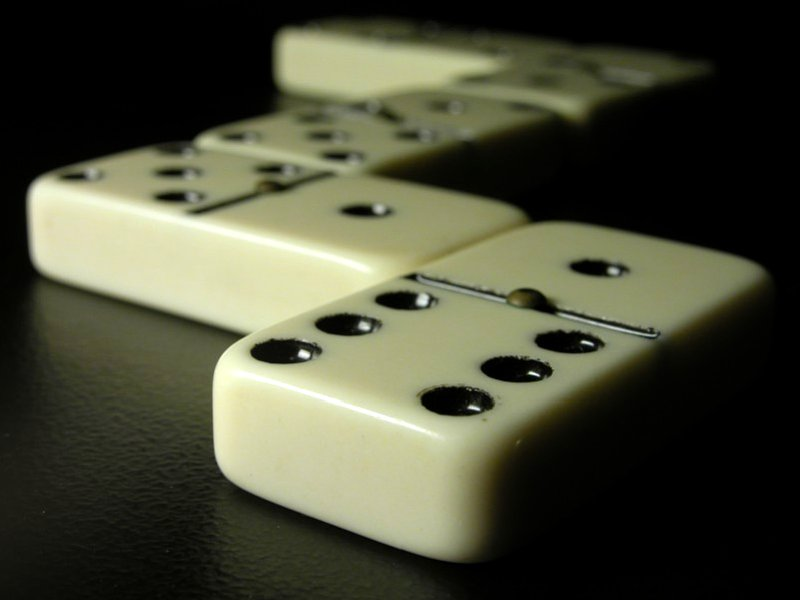
Гра в традиційне доміно зі 28-ма плитками.

Доміно́ — настільна гра, у якій гравці почергово викладають на ігровому столі гральні кісточки («кістяшки», «кості»), одна до одної, боками з однаковою кількістю очок. Уперше згадується в Китаї XI століття. Стандартний набір доміно має 28 прямокутних кісточок. Вони поділені на дві рівні частини, на яких розміщені очки від 0 до 6. У спеціалізованих наборах кількість очок може бути до 9, 12, 15 і 18. Кількість кісточок у доміно розраховується за формулою: (n+1)(n+2)/2, де n — максимальна кількість очок. Наприклад, уже описаний «стандартний» набір містить (6+1)(6+2)/2 = 28 кісточок.
Існує велика кількість варіантів ігор у доміно — «козел», «морський козел», «осел», «генерал», спортивне доміно, китайське та інші.